# Дурновский
Дурновский — хутор (бывшая станица Дурновская) в Новоаннинском районе Волгоградской области России, в составе Староаннинского сельского поселения. Хутор расположен на левом берегу реки Бузулук в 24 км от города Новоаннинский
Население — 432 (2010)

## История
Дата основания не установлена. Активное заселение Бузулука проходило с конца XVII — начала XVIII веков. Городок Дурнев впервые упомянут в 1634 году в Уставе о пограничной службе. Первоначально поселение находилось на правой стороне р. Бузулук и было окружено с одной стороны р. Бузулук, а с другой - р. Паникой. В 1786 году станица перенесена на текущее место. В 1728 году построена и освящена деревянная церковь во имя великомученика Димитрия. В 1777 году церковь разобрана из-за ветхости. 11 мая 1777 года заложена, а 8 февраля 1778 года освящена новая деревянная церковь. В 1786 году  данная церковь перенесена в новую станицу. В 1863 году начата постройка новой церкви на каменном фундаменте.
В 1833 и 1848 годах в станице эпидемия холеры. В 1861 году в станице в результате пожара сгорело более 60 дворов. 25 апреля 1884 году сгорела церковь и 148 дворов.
С 1802 года станица Дурновская входила в Хопёрский округ Области Войска Донского. Согласно Списку населённых мест Земли Войска Донского в 1859 года в станице проживали 772 мужчины и 903 женщины.
Согласно переписи населения 1897 года в станице проживали 827 мужчин и 907 женщин. Большинство населения было неграмотным: грамотных мужчин — 252, грамотных женщин — 36. В станичный юрт входило 17 хуторов (без учёта временных поселений). Общая численность населения юрта превышала 7 тыс. человек.
Согласно алфавитному списку населённых мест Области Войска Донского 1915 года земельный надел составлял 5303 десятины, в населённом пункте проживало 1043 мужчины и 993 женщины, имелись станичное и хуторское правления, Дмитриевская церковь, приходское училище, церковно-приходская школа. В 1918 году в юрт станицы Дурновской входили хутора: Буерачный, Веселянский, Вихляйский, Вольный, Головской, Демин, Долгов, Косов, Мартынов, Соловьев, Средний, Таволжанский, Федотов.
С 1928 года хутор в составе Новоаннинского района Хопёрского округа (упразднён в 1930 году) Нижне-Волжского края (с 1934 года — Сталинградского края,, с 1936 года Сталинградской области)

## География
Хутор находится в лесостепи, в пределах Хопёрско-Бузулукской равнины, являющейся южным окончанием Окско-Донской низменности, на левом берегу реки Бузулук, между хуторами Таволжанский (на западе) и Перещепновский (на востоке). Центр хутора расположен на высоте около 80 метров над уровнем моря. В пойме Бузулука — пойменный лес. Почвы — чернозёмы обыкновенные, в пойме Бузулука — пойменные нейтральные и слабоксилые.
Географическое положение
По автомобильным дорогам расстояние до областного центра города Волгоград составляет 270 км, до районного центра города Новоаннинский — 24 км.
Климат
Климат умеренный континентальный (согласно классификации климатов Кёппена — Dfb). Многолетняя норма осадков — 459 мм. В течение города количество выпадающих атмосферных осадков распределяется относительно равномерно: наибольшее количество осадков выпадает в июне — 51 мм, наименьшее в феврале — 25 мм. Среднегодовая температура положительная и составляет + 7,0 °С, средняя температура самого холодного месяца января −9,0 °С, самого жаркого месяца июля +21,9 °С.
Часовой пояс
Дурновский, как и вся Волгоградская область, находится в часовой зоне МСК (московское время). Смещение применяемого времени относительно UTC составляет +3:00.

## Население
Динамика численности населения по годам:
| 1745 | 1776 | 1788 | 1800 | 1859 | 1873 | 1897 | 1915 | 1987 | 2002 |
| ---- | ---- | ---- | ---- | ---- | ---- | ---- | ---- | ---- | ---- |
| 130  | 515  | 711  | 748  | 1675 | 1070 | 1734 | 2036 | ≈610 | 452  |

| 2010 |
| ---- |
| 432  |

## Транспорт
Близ хутора проходит автодорога Новоаннинский — Алексеевская.